# Anaxyrus kelloggi
Anaxyrus kelloggi är en groddjursart som först beskrevs av Taylor 1938.  Anaxyrus kelloggi ingår i släktet Anaxyrus och familjen paddor. IUCN kategoriserar arten globalt som livskraftig. Inga underarter finns listade i Catalogue of Life.